# Ievguenia Glouchenko
Ievguenia Konstantinovna Glouchenko (en russe : Евгения Константиновна Глушенко), née le 4 septembre 1952  à Rostov-sur-le-Don, est une actrice soviétique puis russe.

## Biographie
Ievguenia Glouchenko est diplômée de l'école supérieure d'art dramatique Mikhaïl Chtchepkine de Moscou en 1974 et travaille alors pour le Théâtre Maly jusqu'en 1996, puis pour le Théâtre académique central de l'Armée russe, avant de revenir dans la troupe du théâtre Maly en 2000. 
Sa carrière au cinéma commence en 1968, dans le court-métrage de fin d'études de Nikita Mikhalkov Et je rentre à la maison (А я уезжаю домой...) où elle tient le rôle principal. Elle a des rôles de soutien dans les films de Nikita Mikhalkov, dont Quelques jours de la vie d'Oblomov (1979) et Partition inachevée pour piano mécanique (1977). Dans le drame psychologique de Pavel Tchoukhraï Zina-Zinoulia (1986), elle joue une jeune femme complexée, travaillant comme répartiteur de camions de ciment pour une entreprise de construction. En 2003, elle joue dans le film Adieux en juin.
Ievguenia Glouchenko est principalement connue pour son rôle de Vera dans le mélodrame soviétique Amoureux volontaire de Sergueï Mikaelian (1982) où elle joue face à Oleg Yankovski. Ce rôle lui apporte la reconnaissance internationale avec l'Ours d'argent de la meilleure actrice au 33e festival international film de Berlin en 1983.

## Vie privée
Glouchenko est mariée à l'acteur et metteur en scène russe Alexandre Kaliaguine.

## Récompenses
Ievguenia Glouchenko est artiste du peuple de la fédération de Russie en 1995. On lui attribue le prix d'État de la fédération de Russie en 2003. Elle est également décorée de l'ordre de l'Amitié la même année.

## Filmographie partielle
- 1968 : Et je rentre à la maison de Nikita Mikhalkov :
- 1977 : Partition inachevée pour piano mécanique (Neokonchennaya pyesa dlya mekhanicheskogo pianino) de Nikita Mikhalkov : Sachenka
- 1979 : Mariée pour la première fois de Iossif Kheifitz : Tonia
- 1980 : Quelques jours de la vie d'Oblomov de Nikita Mikhalkov : mère d'Oblomov
- 1982 : Amoureux volontaire de Sergueï Mikaelian : Vera

### À la télévision
- 1988 : La Vie de Klim Samguine (Жизнь Клима Самгина) de Viktor Titov : Maria Ivanovna Nikonova (série télévisée en quatorze parties)
- 1996 : La Reine Margot (Королева Марго, Koroleva Margo) d'Alexandre Mouratov (ru) : Madlon, l'infirmière de Charles IX
- 1998 : La Salle d’attente (ru) de Dmitri Astrakhan (ru) : Zhenia, secrétaire du maire (feuilleton télévisé)